# Flughafen Rio Branco

i7
i11
i13
Der Flughafen Rio Branco  (portugiesisch Aeroporto Internacional de Rio Branco – Plácido de Castro; IATA-Code: RBR, ICAO-Code: SBRB) ist ein öffentlicher Flughafen 20 km von Rio Branco, Acre, Brasilien entfernt.

## Flughafendaten
Der Flughafen hat eine Asphaltpiste mit  2158 m Länge und 45 m Breite. Er liegt auf einer Seehöhe von 193 m. Er hat eine Passagierkapazität von 2,4 Mio. Das Passagierterminal umfasst 12.800 m²

## Geschichte
Der Flughafen wurde am 22. November 1999 als Ersatz für den internationalen Flughafen Presidente Médici eröffnet, der dann geschlossen wurde. Seit dem 13. April 2009 ist der Flughafen nach José Plácido de Castro benannt, einem Politiker und Anführer der Acreanischen Revolution.
Am 7. April 2021 ersteigerte Vinci Airports Group die Betreiberkonzession für die nächsten 30 Jahre.

## Flugbetrieb
Im Jahr 2022 wurden 393.000 Passagiere transportiert.
LATAM Airlines Brasil und Gol Linhas Aéreas sind die wichtigsten Fluggesellschaften, ⁣⁣die den Flughafen bedienen.

## Zwischenfälle
- Am 13. August 1962 verlor eine Curtiss C-46D-10-CU Commando der brasilianischen Paraense Transportes Aéreos Luftfahrzeugkennzeichen (PP-BTP) nach dem Abheben vom Flughafen Rio Branco an Höhe und kollidierte mit Stromleitungen. Alle 4 Besatzungsmitglieder, die einzigen Insassen auf dem Frachtflug, überlebten den Unfall, wobei der Funker verletzt wurde. Das Flugzeug wurde zunächst als irreparabel eingestuft, später aber dann doch repariert und ging am 24. März 1965 mit demselben Betreiber endgültig zu Bruch.[6]

- Am 15. Februar 1964 kam es mit einer Douglas DC-3/C-47A-30-DK der brasilianischen Paraense Transportes Aéreos (PP-BTU) etwa 20 bis 30 Minuten nach dem Start vom Flughafen Rio Branco zu einer Notlandung im Dschungel in der Nähe von Tabajara (Rondonia). Alle 34 Insassen, neun Besatzungsmitglieder und 25 Passagiere, überlebten den Unfall. Erst nach 8 Tagen waren alle 34 Menschen gerettet, die meisten mit einer kleinen Cessna.[7]

- Am 30. August 2002 wurde eine Embraer EMB 120ER Brasília der Rico Linhas Aéreas (PT-WRQ) auf dem Weg von Tarauacá zum Flughafen Rio Branco beim Anflug während eines Regensturms 1,5 Kilometer vor der Landebahn ab unter die Mindestsinkflughöhe ins Gelände geflogen. Durch diesen CFIT (Controlled flight into terrain) wurden von den 31 Passagieren und Besatzungsmitgliedern an Bord 23 getötet.[8]